# سربغ (أمجز)
سربغ (بالفارسية: سربگ) هي قرية تقع في إيران في قسم أمجز الريفي. يقدر عدد سكانها بـ 207 نسمة بحسب إحصاء 2016.